# Gasförmiger Schmierstoff
Gasförmige Schmierstoffe werden z. B. eingesetzt bei luftgelagerten Kraftwerksturbinen oder auch bei luftgelagerten Turbinen in der Vakuumtechnik. Vorteil ist der sehr reibungsarme Lauf, Nachteil der hohe Aufwand und die kleinen Fertigungstoleranzen.